# Виключення СРСР з Ліги Націй

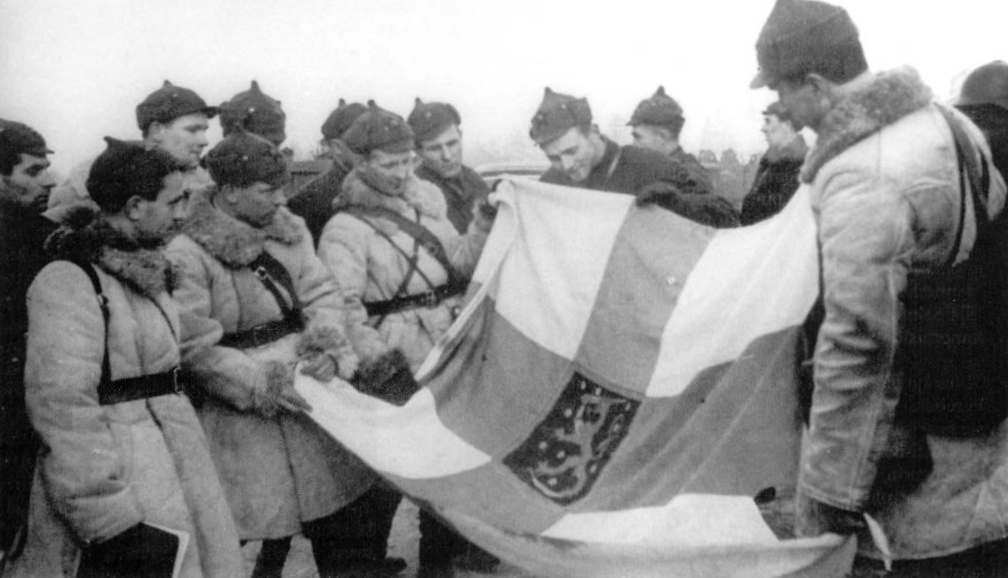
Червоноармійці демонструють захоплений прапор Фінляндії (зима 1940)

Виключення СРСР з Ліги Націй — резолюція Асамблеї та постанова Ради Ліги Націй про виключення Радянського Союзу з цієї міжнародної організації з осудом «дій СРСР, спрямованих проти Фінляндської держави», а саме: за розв'язування війни з Фінляндією. Виключення відбулося 14 грудня 1939 у Палаці Націй, штаб-квартирі Ліги в Женеві (Швейцарія).

## Передісторія
Під кінець 1939 року членами Ліги Націй були 40 держав світу, причому серед них з різних причин були відсутні такі великі держави як США, Німеччина, Італія та Японія. 15 вересня 1934 з ініціативи Франції 30 країн-членів звернулися до СРСР з пропозицією вступити в Лігу. 18 вересня 1934 Радянський Союз прийняв цю пропозицію і зайняв місце постійного члена її Ради. Втім, і до цього він активно співпрацював з різними комітетами Ліги Націй із широкого кола міжнародних питань, брав участь у конференціях і нарадах із роззброєння, що проходили під егідою цієї організації.Після вступу Радянського Союзу до Ліги Націй, з вересня 1934 року до серпня 1936 року — першим офіційним представником СРСР у цій організації (у Женеві) та заступником Генерального секретаря Ліги Націй Жозе Авеноля, був Розенберг Марсель Ізраїлевич.
28 листопада 1939 СРСР оголосив про денонсацію Тартуського мирного договору 1920 та Договору про ненапад з Фінляндією 1932, строк дії якого закінчувався у 1945 році, а вже 30 листопада вдався до військового вторгнення на фінляндську територію. Заявленою метою СРСР було домогтися військовим шляхом того, чого не вдалося зробити шляхом мирних переговорів: забезпечити безпеку Ленінграда, який знаходився в небезпечній близькості від кордону, і в разі початку війни (у якій Фінляндія могла послужити плацдармом третім країнам-агресорам) неминуче був би захоплений у перші ж години.
3 грудня постійний представник Фінляндії в Лізі Націй Рудольф Голсті поінформував генерального секретаря Ліги Жозе Авеноля про початок радянської військової агресії проти своєї країни та денонсації Радянським Союзом двосторонніх договорів, що передували цьому. У зв'язку з цим постпред просив екстрено скликати Раду і Асамблею цієї організації для запобігання війні.

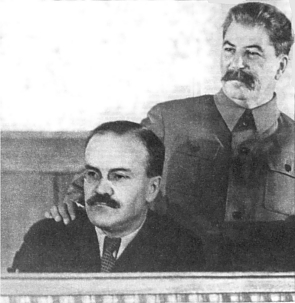
В'ячеслав Молотов і Йосип Сталін.

4 грудня у відповідь на запит генсека Ліги Націй нарком закордонних справ СРСР В'ячеслав Молотов заявив, що Радянський Союз не перебуває у стані війни з Фінляндією і не загрожує фінському народові, оскільки уклав 2 грудня 1939 Договір про взаємодопомогу і дружбу з урядом Фінляндської Демократичної Республіки (ФДР), який був заснований за добу до цього. З погляду СРСР, він робить спільні з ФДР зусилля щодо ліквідації вогнища війни, створеного у Фінляндії її колишніми правителями.
Молотов оголосив, що попередній уряд Фінляндії втратив свої повноваження і країною більше не керує. Радянський Союз заявив у Лізі Націй, що відтепер буде вести переговори тільки з ФДР. Також глава НКЗС СРСР повідомив, що в разі скликання Ради та Асамблеї для розгляду звернення Холсті радянські представники в них брати участі не будуть.

## Виключення
Безпосереднім приводом до виключення СРСР із Ліги Націй послужили масові протести міжнародної громадськості з приводу бомбардувань радянською авіацією фінляндських цивільних об'єктів. У переважній більшості випадків вони сталися через недостатню точність скидання бомб — однак заграва пожеж у Гельсінкі спостерігалася в ті дні навіть з іншого берега Фінської затоки з Талліна, а світлини зруйнованих міських кварталів облетіли передовиці газет багатьох країн світу, прирівнявши у свідомості читачів бомбардування столиці Фінляндії до бомбардування Герніки.
На такому тлі 14 грудня було скликано 20-у сесію Асамблеї Ліги Націй. З ініціативи Аргентини до порядку денного було внесено питання про виключення Радянського Союзу. Голова утвореного Асамблеєю спеціального комітету з фінляндського питання («комітет тринадцяти»), представник Португалії Так Матта зачитав складений комітетом звіт і проект резолюції. Він базувався на «Положенні про визначення агресора», ухваленому Лігою в 1933 році з ініціативи тодішнього глави НКЗС СРСР Максима Литвинова.

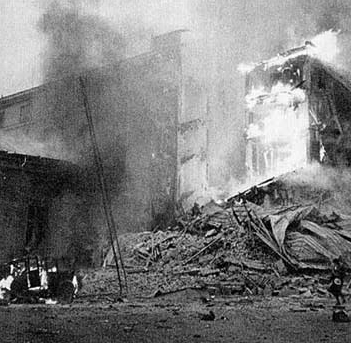
Наслідки радянського бомбардування Гельсінкі

Зі 40 держав-членів Ліги Націй за проект резолюції Асамблеї проголосували 28 держав (у тому числі Велика Британія та п'ять британських домініонів, а також Франція і дві її підмандатні території), утрималися дев'ять (Швеція, Норвегія, Данія, Латвія, Естонія, Литва, Болгарія, Китай і Швейцарія), представники інших (у тому числі СРСР) були відсутні. Рада Ліги Націй ознайомилася з прийнятою Асамблеєю резолюцією і винесла постанову про виключення Радянського Союзу з цієї міжнародної організації. Рада засудила «дії СРСР, спрямовані проти Фінляндської держави», і закликала країни-члени Ліги Націй надати підтримку Фінляндії.
Радянський Союз відреагував на своє виключення заявою ТАРС від 16 грудня 1939 року, де вказав, що за виключення СРСР проголосувало лише 7 з 15 членів Ради (Велика Британія, Франція, Бельгія, Домініканська республіка, Болівія, Єгипет, ПАС), тобто меншість, причому останні три країни-члени Ради були обрані за добу до голосування, в чому Радянський Союз угледів шахрайський умисел. Решта ж 8 членів Ради або утрималися (Греція, Югославія, Китай і сама Фінляндія), або були відсутні (серед них Перу, Іран, Норвегія). Таким чином, Ліга Націй буцімто порушила свої статутні положення.
Крім того, СРСР звинуватив Лігу Націй у потуранні інтригам Великої Британії та Франції, які замість припинення війни з Німеччиною займаються підтримкою провокаторів війни у Фінляндії. Там же було висловлено обурення, що «випадково підібрані представники 127 мільйонів населення виключили СРСР з його 183 мільйонами населення», а також задоволення тим фактом, що Радянський Союз уже «не пов'язаний з пактом Ліги Націй і матиме відтепер вільні руки».

## Наслідки

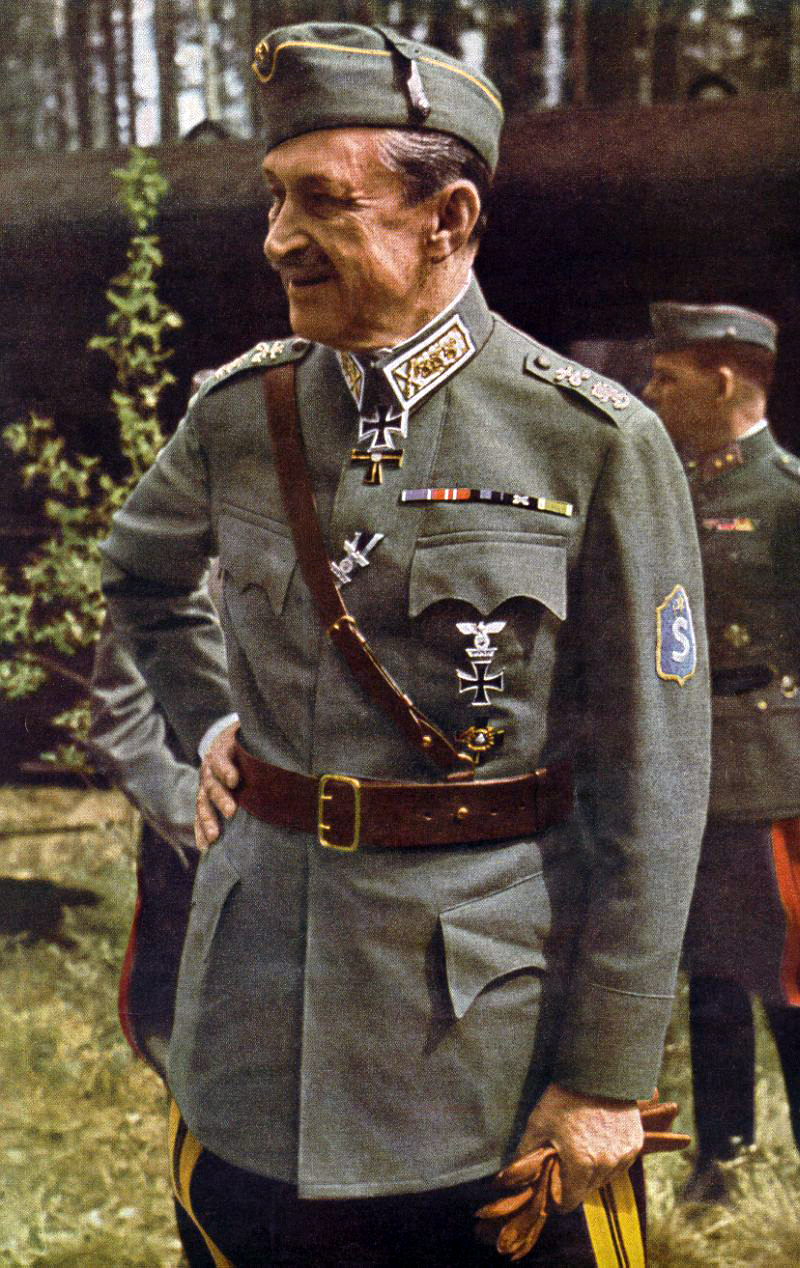
Карл Густав Маннергейм

Фінляндія одержала користь від рішення Асамблеї 14 грудня, бо включила рекомендацію, аби країни-члени надали їй матеріальну та гуманітарну допомогу. Виключення Радянського Союзу з членів Ліги Націй зафіксувало моральну перемогу Фінляндії та посприяло зростанню суспільного обурення, викликаного агресією проти неї. Однак воно посилило дисбаланс представлених в Лізі сил і призвело до того, що у складі організації, яка претендувала на планетарний масштаб, з великих держав залишилися лише дві — Велика Британія і Франція (незабаром захоплена Третім Райхом).
З моменту виключення СРСР і до свого формального розпуску 20 квітня 1946 Ліга Націй припинила активну діяльність із урегулювання політичних питань. Зокрема, у критичні дні, що передували початку Другої світової війни, а також на протягом неї жодна з країн не звернулася по допомогу до Ліги.
У своїх мемуарах фельдмаршал Фінляндії Карл Густав Маннергейм пізніше зазначив:
| Якщо такі країни, як Уругвай, Аргентина і Колумбія, на Асамблеї Ліги Націй рішуче стали на наш бік, то Швеція, Норвегія і Данія заявили, що вони не братимуть участі у будь-яких санкціях проти Радянського Союзу. Більше того — країни Скандинавії утрималися від голосування з питання про виключення агресора з Ліги Націй. Проте саме керівник норвезької делегації і голова стортингу Гамбро змушений був оголосити рішення Асамблеї. Як останньому голові Ліги Націй на засіданні в 1946 році, коли цю організацію розпустять, йому доведеться зачитати хвалебне привітання тій же самій диктатурі, яку він за сім років до цього затаврував як злочинну. |